# 7195 Денбойс
7195 Денбойс (7195 Danboice) — астероїд головного поясу, відкритий 2 січня 1994 року.
Тіссеранів параметр щодо Юпітера — 3,460.